# 羅德斯角

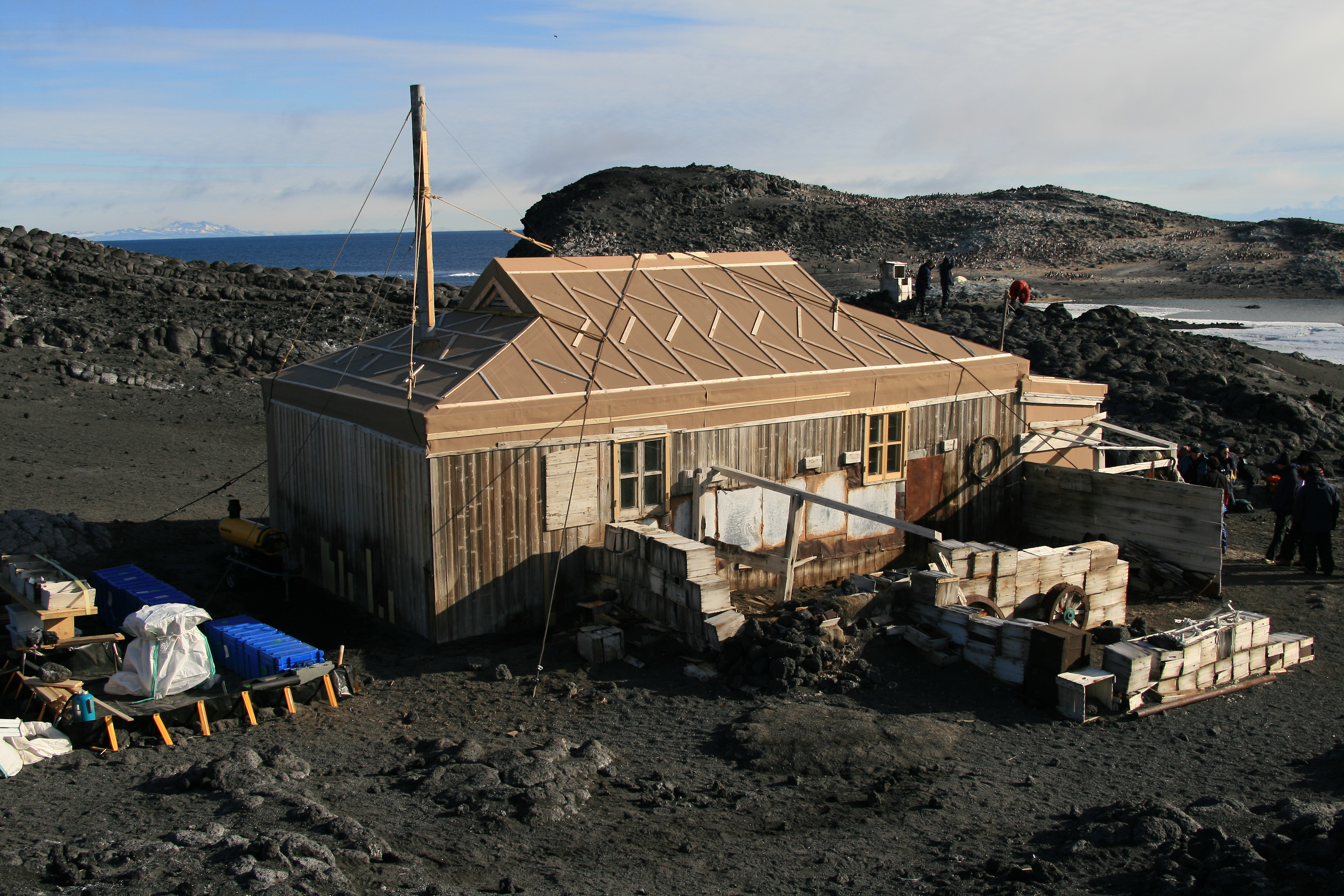

羅德斯角（英語：Cape Royds），又稱作羅伊茲角，是南極洲的海岬，位於羅斯島西端，面對著麥克默多灣。於1901年至1904年間由英國探險隊發現，以英國皇家海軍氣象學家查理斯·羅德斯命名，現時由南極條約體系管理。
77°33′S 166°9′E / 77.550°S 166.150°E